# Козієнь (Ілфов)
Козієнь, Козієні (рум. Cozieni) — село у повіті Ілфов в Румунії. Входить до складу комуни Геняса.
Село розташоване на відстані 16 км на схід від Бухареста, 141 км на південний схід від Брашова.

## Населення
За даними перепису населення 2002 року у селі проживали 705 осіб. Рідною мовою 704 особи (99,9%) назвали румунську.
Національний склад населення села:
| Національність | Кількість осіб | Відсоток |
| -------------- | -------------- | -------- |
| цигани         | 380            | 53,9%    |
| румуни         | 325            | 46,1%    |